# George Olteanu
George Crinu Raicu Olteanu (Ștefănești, 3 de mayo de 1974) es un deportista rumano que compitió en boxeo.
Ganó una medalla de oro en el Campeonato Mundial de Boxeo Aficionado de 1999, en el peso gallo. Participó en dos Juegos Olímpicos de Verano, ocupando el octavo lugar en Atlanta 1996 y el séptimo en Sídney 2000, en el peso gallo.

## Palmarés internacional
| Campeonato Mundial | Campeonato Mundial       | Campeonato Mundial | Campeonato Mundial |
| Año                | Lugar                    | Medalla            | Categoría          |
| ------------------ | ------------------------ | ------------------ | ------------------ |
| 1999               | Houston (Estados Unidos) | Medalla de oro     | 54 kg              |